# 学校法人明治学院
学校法人明治学院（がっこうほうじんめいじがくいん）は、日本のプロテスタント系のキリスト教主義学校のひとつ。学校法人にして明治学院大学等の設置者。

## 概説
本部は東京都港区白金台。1886年(前身である東京一致神学校まで含めれば1877年)創立。源流はヘボン式ローマ字で知られるアメリカ人宣教師、ヘボン博士の夫妻が1863年に開いた私塾のヘボン塾より始まる。歴史ある大学の一つであり、2013年に創立150年を迎えている。
関係するのは日本キリスト教会と日本基督教団。初期から残る建物であるウィリアム・インブリーが1897年から1922年まで暮らした旧住居、「インブリー館」は国の重要文化財、記念館（旧神学部校舎兼旧図書館）は港区
の指定文化財。島崎藤村を輩出しており、学院歌（大学、高校（白金、東村山）、中学の全てで共通している）は彼の作詞である。

### 名称の由来
1886年（明治19年）の東京一致神学校、東京一致英和学校、英和予備校の合同時に新校名として「一致学院」「共同学院」「明治共立学院」の3案が示され、同年6月21日の理事会で議論を重ねた結果、植村正久が提案した明治学院を採用することに決定した。
「明治学院」の意味するところは「明けき政治の時代の学問の学校、即ち明けき政治の学校」であり、後年編纂された(『明治学院九十年史』)は「明治の時代における学問の殿堂の意で『明治学院』はまさに明治文化の中に輝くキリスト教教育の代表的学園」と評している。

## 歴代学院長

創立者ジェームス・カーティス・ヘボン博士

学院長は大学・中高の教学全般とキリスト教教育・活動を統括し責任を負う。経営は理事長が最高責任を負う。
- 初代：J・C・ヘボン（1887年 - 1901年）
- 第2代：井深梶之助（1901年 - 1921年）
- 第3代：田川大吉郎（1925年 - 1939年）
- 第4代：矢野貫城（1939年 - 1948年）
- 第5代：村田四郎（1948年 - 1957年）
- 第6代：都留仙次（1957年 - 1962年）
- 第7代：武藤富男（1962年 - 1977年）
- 第8代：島村亀鶴（1977年 - 1981年）
- 第9代：平出宣道（1981年 - 1994年）
- 第10代：中山弘正（1994年 - 1998年）
- 第11代：久世了（1998年 - 2012年）
- 第12代：大西晴樹（2012年 - 2014年）
- 第13代：小暮修也（2014年 - 2022年）
- 第14代：鵜殿博喜（2022年 - 現在）

## 設置している学校
- 明治学院大学
- 明治学院高等学校
- 明治学院中学校・明治学院東村山高等学校

## 設置していた学校
- テネシー明治学院高等部（2007年3月廃止）

## 関連会社、団体
- 明治学院消費生活協同組合
  - 学校法人との資本関係や人材交流はなく、外部の団体ではあるが、教職員と学生に加入資格がある。
- 株式会社 明治学院サービス
  - 学校法人明治学院出資100%の会社。学校周辺業務（保険代理店、人材派遣、施設貸出、物品販売）等、学校法人明治学院から受託した業務を行なう。